# Forsmark
Forsmark est un village de 69 habitants situé sur la côte est de l'Uppland, à 150 km de Stockholm, en Suède. Ce petit village est célèbre en raison de la centrale nucléaire de Forsmark et du centre de stockage de déchets radioactifs, appelé SFR Forsmark, situé à 60 mètres de profondeur sous la mer Baltique.
Grâce aux capteurs de radioactivité situés dans la centrale nucléaire pour détecter les fuites locales, Forsmark a été, le 27 avril 1986, le premier site en dehors de l'Union soviétique où les conséquences de la catastrophe de Tchernobyl sont devenues apparentes. Lorsque des travailleurs de la centrale qui transportaient des particules radioactives ont détecté une anomalie, l'origine de la fuite a été examinée et il est apparu que la contamination venait de l'atmosphère plutôt que de la centrale de Forsmark.
Le 26 juillet 2006, un incident nucléaire, de niveau 2, s'est produit à la centrale nucléaire de Forsmark.